# Nicole Row
Nicole Sue Row (Fresno, 1991) is een Amerikaans basgitariste en zangeres die met diverse pop- en rockartiesten heeft samengewerkt en optreedt of heeft opgetreden, onder wie Miley Cyrus (2017) en Panic! at the Disco (2018–2023). Ook heeft ze een eigen gitaarlijn opgezet in samenwerking met L.E.H. Guitars. Kenmerkend is dat Row alleen met haar vingers speelt en niet met behulp van een plectrum.
Sinds 2023 is ze de vaste bassiste van de Amerikaanse rockband Incubus.

## Biografie

### Jeugd en opleiding
Row werd geboren en getogen in Fresno. Ze leerde niet van jongs af aan een instrument bespelen, maar was wel geïnteresseerd in zingen. Op haar dertiende bezocht ze voor het eerst een concert, namelijk dat van Deftones op de California State University. Row was naar eigen zeggen verkikkerd op ska-punkband Sublime. Bassist Eric Wilson was haar inspiratiebron: door hem wilde ze zelf basgitaar gaan spelen, hetgeen ze vanaf haar zeventiende levensjaar oppakte.
Na de middelbare school verhuisde Row naar Los Angeles om een studie basgitaar aan het Musicians Institute te volgen. Ze legde zich toe op jazz en funk, en leerde muziek van Larry Graham, Marcus Miller en John Paul Jones spelen.

### Optredens met Miley Cyrus
In 2017 ging Row bijna een jaar lang op tournee met Miley Cyrus, onder meer om haar nieuwe album Younger Now te promoten. Row werd als inspiratie vermeld op het album. Ook begeleidde ze haar op de contrabas op het nummer Malibu tijdens de Billboard Music Awards van 2017 en tijdens een optreden van Cyrus in The Tonight Show, waar naast Malibu het nummer Inspired ten gehore werd gebracht. Cyrus vroeg Row tevens om op te treden in het televisieprogramma The Voice. In september dat jaar mocht ze haar wederom begeleiden, ditmaal tijdens een optreden in het programma Live Lounge op BBC Radio 1, en in oktober nogmaals in The Tonight Show. In 2017 en 2018 waren beiden meermaals te gast in Saturday Night Live.

### Bassiste van Panic! at the Disco en Incubus

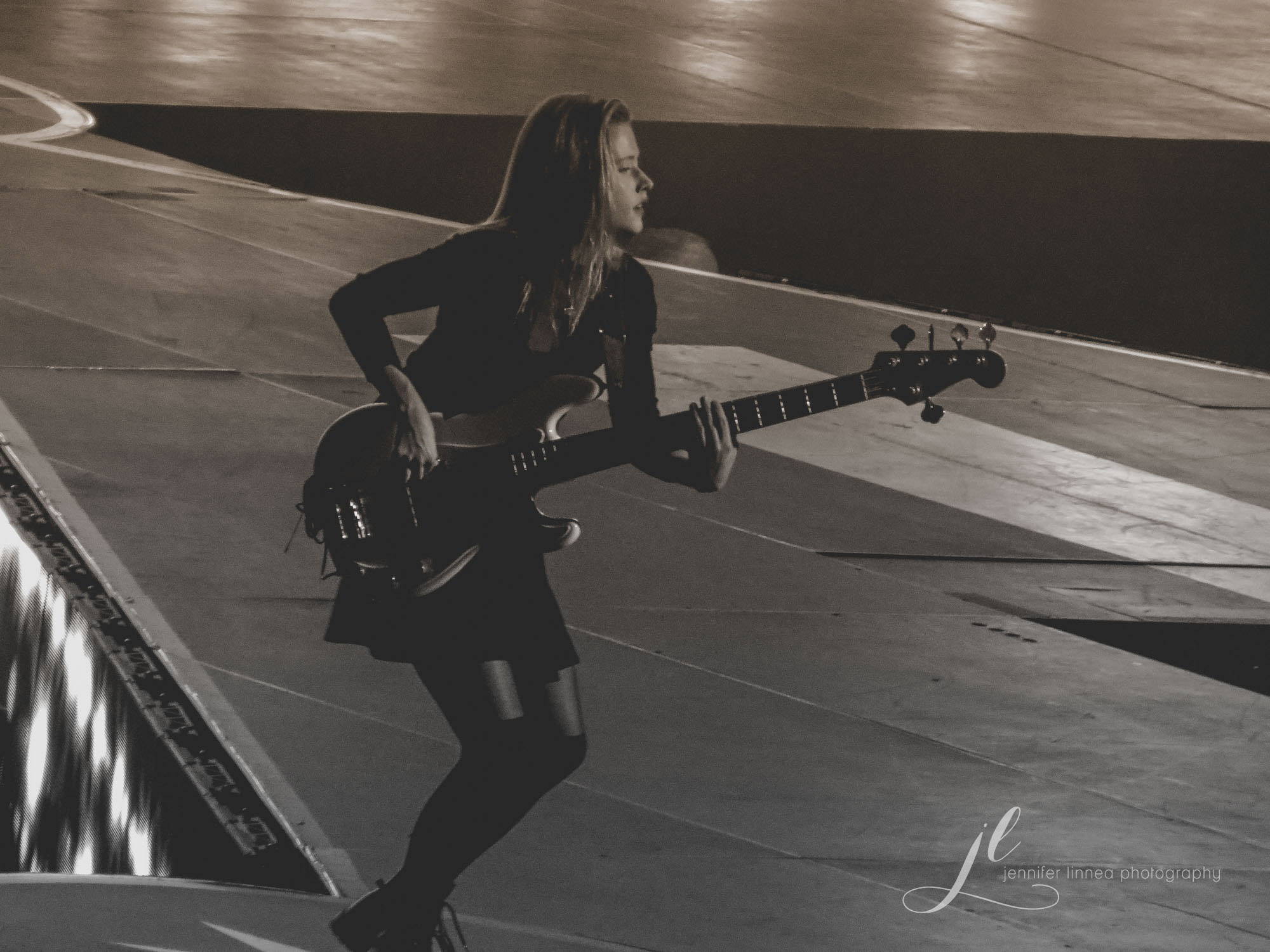
Row tijdens een Panic! at the Disco-concert (2018)

In december 2017 verving Row bassist Dallon Weekes van Panic! at the Disco, nadat hij kort daarvoor uit de band was gestapt. Begin 2018 werd ze gevraagd om vast bandlid te worden, waarna ze slechts twee weken de tijd had om veertien jaar aan muziek van de band in te studeren. Op 19 maart 2018 trad ze in haar nieuwe rol voor het eerst op met Panic! at the Disco in Cleveland. Zanger Brendon Urie zou echter de bas blijven inspelen op studioalbums. In januari 2023 maakte Urie bekend dat de band in maart dat jaar uit elkaar zou gaan. Rows laatste concert met de band vond op 10 maart in de Britse stad Manchester plaats.

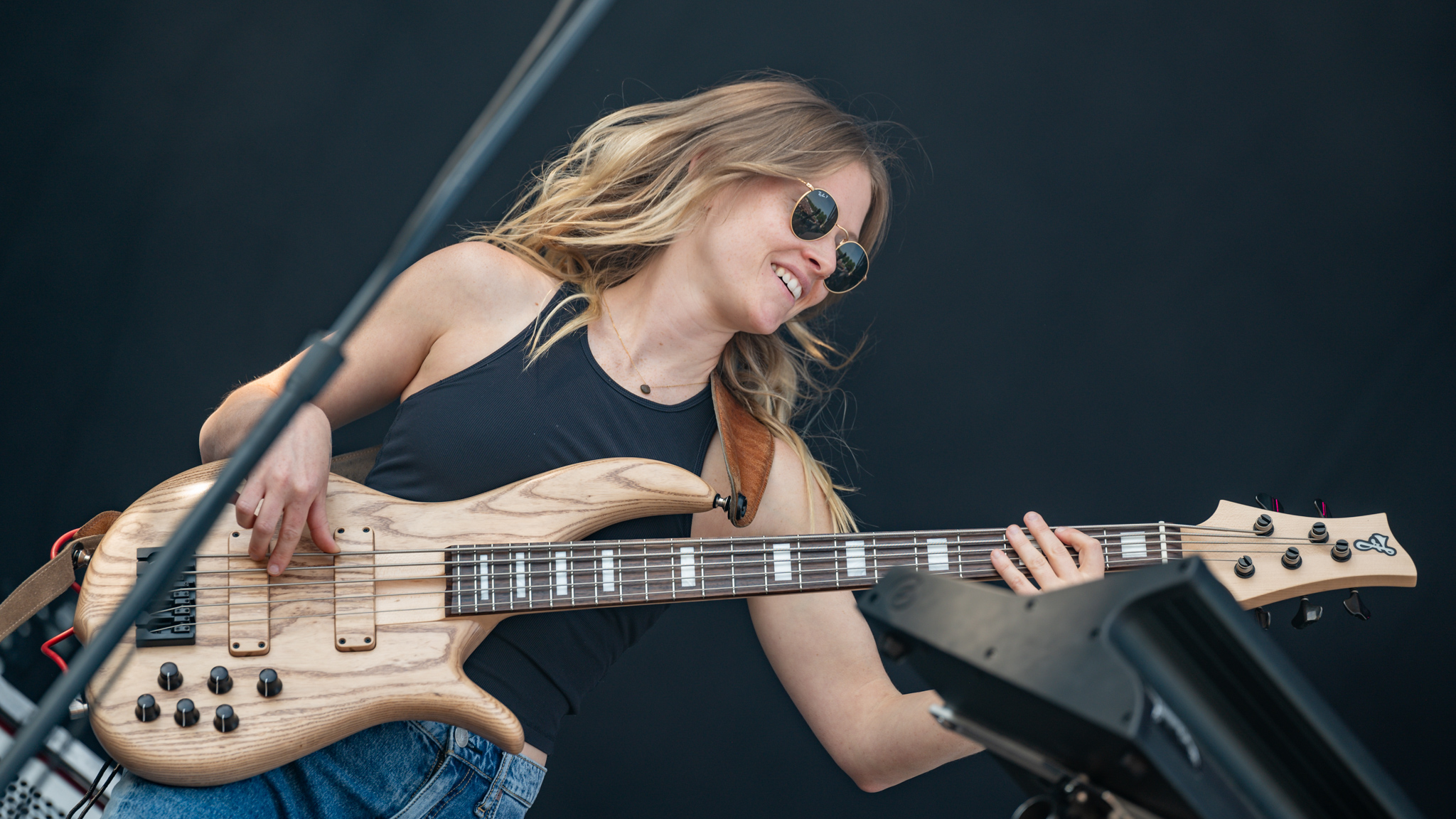
Row op Rock im Park met Incubus (2023)

Vanaf maart 2023 verving Row Ben Kenney, bassist van Incubus, die aan het herstellen was van een hersenoperatie. Van mei tot oktober dat jaar ging ze met de band op tour door Noord-Amerika en Europa; de band speelde in totaal 46 concerten. Zanger Brandon Boyd zei over Row dat ze met haar komst een nieuw universum aan de band schonk.
In het najaar van 2023 verzorgde Row in de studio de bas op het Incubus-album Morning View XXIII, een heropname van het album Morning View uit 2001. Boyd liet weten onder de indruk te zijn van Row, omdat ze haar eigen stempel op de oude nummers had gedrukt. Kort daarop liet bassist Ben Kenney weten de band te verlaten, waarna Row definitief zijn plaats innam.

### Overige samenwerkingen/composities
Enkele andere artiesten waarmee Row heeft samengewerkt zijn Troye Sivan, Daya, Fat Joe, Ty Dolla Sign en Dua Lipa. Tussen haar verplichtingen met Panic! at the Disco door werkte Row met samen met Jack Conte. Samen bracht het duo in juli 2021 een geheel herwerkte versie van het nummer Grenade van Bruno Mars uit op YouTube, in 2022 gevolgd door een cover van het nummer Saturday in the Park.
Voor de film Cheaper by the Dozen uit 2022 verzorgde Row de basgitaarstukken van de begeleidende filmmuziek.

## Muziekinstrumenten
Rows eerste basgitaar was een Junior Jet van het merk Gretsch. Sinds ze professioneel is gaan spelen, is ze overgestapt op gitaren van Fender. De eerste gitaar van dat merk die ze gebruikte was de Marcus Miller Signature Jazz Bass. Naast de gewone basgitaar beheerst Row de contrabas en synthbas (bas op een synthesizer).
Voor haar werk bij Panic! at the Disco had ze een grotere basgitaar nodig. Hiervoor schafte ze een aangepaste Fender Jazz Brass van 76,2 cm met vijf snaren aan. Vooral de lage B-snaar was nodig voor het spelen van veel nummers van de band.

### Eigen gitaarlijn
Van Roger Sadowsky leerde Row hoe ze zelf basgitaren kon vervaardigen. De eerste gitaren van haar hand werden ontworpen door L. Ellis Hahn van L.E.H. Guitars.

## Discografie (selectie)

### Met Panic! at the Disco
| Jaar | Titel               |
| ---- | ------------------- |
| 2018 | Pray for the Wicked |
| 2022 | Viva Las Vengeance  |

### Met Incubus
| Jaar | Titel              |
| ---- | ------------------ |
| 2023 | Morning View XXIII |

### Solo
| Jaar | Titel                | Opmerkingen                                                       |
| ---- | -------------------- | ----------------------------------------------------------------- |
| 2016 | Nothin' But Time     | met Cedric Stephens                                               |
| 2021 | Grenade              | herwerkte versie van het origineel van Bruno Mars, met Jack Conte |
| 2021 | Saturday in the Park | cover van Chicago, met Jack Conte                                 |
| 2021 | Seven Nation Army    | cover van The White Stripes, met Jack Conte                       |

## Privéleven
Row had een één jaar oudere broer genaamd Josh. Hij overleed in 2010 aan een overdosis heroïne.